# Ray Brassier
Raymond Brassier (22 de diciembre de 1965, Londres) es un filósofo británico. Es miembro de la facultad de Filosofía de la Universidad Americana de Beirut (en el Líbano) y ha amasado una importante fama por sus trabajos sobre el realismo filosófico. Anteriormente fue investigador en el Centre for Research in Modern European Philosophy de la Universidad de Middlesex, en Reino Unido. Brassier es de ascendencia mixta, francesa y escocesa, y su apellido se pronuncia a la manera francesa.
Es conocido por ser el autor de Nihil Unbound: Enlightenment and Extinction; y traductor de Saint Paul: The Foundation of Universalism and Theoretical Writings, de Alain Badiou, y de After Finitude: An Essay on the Necessity of Contingency, de Quentin Meillassoux. Brassier se dio a conocer en primer lugar como autoridad en la obra de François Laruelle. 
Si bien es reconocido por su asociación al realismo especulativo, Brassier ha mostrado un interés particular hacía el aceleracionismo, corriente filosófica con una fuerte vinculación con el colectivo conocido como CCRU (en español: Unidad de Investigación de Cultura Cibernética); como también por la denominada corriente comunizadora, específicamente a través de la obra de Jacques Camatte y del grupo francés Théorie Communiste.

## Educación y perfil académico
Realizó su bachiller universitario en letras por la Universidad del Norte de Londres en 1995 y obtuvo un máster en Bellas Artes y un doctorado en Filosofía por la Universidad de Warwick en 1997 y 2001, respectivamente. Inició como investigador asociado en el Centre for Research in Modern European Philosophy de la Universidad de Middlesex, entre 2002 y 2008. Luego, trabajaría como profesor asociado de filosofía en la Universidad Americana de Beirut entre 2008 y 2015, y desde 2015 hasta la actualidad, es profesor titular de filosofía por la misma universidad.

## Filosofía
Junto con Quentin Meillassoux, Graham Harman e Iain Hamilton Grant, Brassier es uno de los filósofos más destacados del realismo especulativo, interesado en ofrecer una sólida defensa del realismo filosófico tras los desafíos que le plantean el idealismo crítico postkantiano, la fenomenología, el posmodernismo, la deconstrucción o, en términos más generales, lo que ellos denominan "correlacionismo". En general, se atribuye a Brassier la acuñación del término realismo especulativo, aunque Meillassoux ya había utilizado antes la expresión materialismo especulativo (en francés: matérialisme spéculatif) para referirse a su propia postura. No obstante, se presta a debate si realmente existe tal cosa como el realismo especulativo. El propio Brassier no se identifica actualmente con el movimiento realista especulativo y, además, discute que exista tal movimiento, afirmando:

El "movimiento realista especulativo" sólo existe en la imaginación de un grupo de blogueros que promueven una agenda por la que no siento ninguna simpatía: la teoría del actor-red aderezada con metafísica panpsiquista y bocados de filosofía de procesos. No creo que Internet sea un medio apropiado para el debate filosófico serio; tampoco creo que sea aceptable intentar urdir un movimiento filosófico en línea utilizando blogs para explotar el entusiasmo equivocado de estudiantes de posgrado impresionables. Estoy de acuerdo con la observación de Deleuze de que, en última instancia, la tarea más básica de la filosofía es impedir la estupidez, por lo que veo poco mérito filosófico en un "movimiento" cuyo logro más destacado hasta el momento es haber generado una orgía de estupidez en línea.
Ray Brassier

Brassier critica duramente gran parte de la filosofía contemporánea por lo que considera su intento de alejar la 'amenaza' del nihilismo salvaguardando la experiencia del sentido -caracterizada como el rasgo definitorio de la existencia humana- de la lógica ilustrada del desencanto. Esta tendencia se ejemplifica sobre todo en los filósofos fuertemente influidos por Martin Heidegger y Ludwig Wittgenstein. A diferencia de filósofos como John McDowell, que pondrían la filosofía al servicio de un intento de "reencantamiento del mundo", la obra de Brassier pretende llevar el nihilismo hasta sus últimas consecuencias.
Según Brassier, el desencantamiento del mundo, entendido como consecuencia del proceso por el que la Ilustración hizo añicos la 'gran cadena del ser' y desfiguró el 'libro del mundo', es una consecuencia necesaria de la potencia coruscante de la razón, y por tanto un vector vigorizante del descubrimiento intelectual, más que una disminución calamitosa. A la filosofía haría bien en abstenerse de dar más órdenes sobre la necesidad de restablecer el sentido de la existencia, la finalidad de la vida, o de reparar la concordia rota entre el hombre y la naturaleza. Debería esforzarse por ser algo más que un soplo a la patética punzada de la autoestima humana. El nihilismo no es un dilema existencial, sino una oportunidad especulativa.
La obra de Brassier intenta fusionar elementos de la filosofía francesa de posguerra con ideas procedentes de las tradiciones (en gran medida angloamericanas) del naturalismo filosófico, la ciencia cognitiva y la neurofilosofía. Así, junto a filósofos franceses como François Laruelle, Alain Badiou y Quentin Meillassoux, también está muy influido por figuras como Paul Churchland, Thomas Metzinger y Stephen Jay Gould. También se inspira en gran medida, aunque a menudo negativamente, en la obra de Gilles Deleuze, Edmund Husserl y Martin Heidegger.
La obra de Brassier se ha asociado a menudo con las filosofías contemporáneas del nihilismo y el pesimismo. En una entrevista concedida al creador y guionista de True Detective, Nic Pizzolatto, éste citó a Nihil Unbound como influencia en la serie de televisión, junto con The Conspiracy Against the Human Race de Thomas Ligotti, Confessions of an Antinatalist de Jim Crawford, In The Dust of This Planet de Eugene Thacker y Better Never to Have Been de David Benatar.

## Selección de obras
Libros
- Nihil Unbound: Enlightenment and Extinction (London: Palgrave Macmillan, 2007).

Capítulos de libros
- Brassier, R. "Abolition and Aufhebung: Reply to Dimitra Kotouza" in What Is To Be Done Under Real Subsumption? (Berlín: Mute Books, 2020).
- Brassier, R. "Concrete Rules and Abstract Machines: Form and Function in A Thousand Plateaus" in A Thousand Plateaus and Philosophy (Edinburgh: Edinburgh University Press, 2018).
- Brassier, R. "Pratiques et processus: à propos du naturalisme" in Choses en soi. Métaphysique du réalisme (París: Presses Universitaires de France, 2018).
- Brassier, R. "The Metaphysics of Sensation: Psychological Nominalism and the Reality of Consciousness" in Wilfrid Sellars, Idealism, and Realism: Understanding Psychological Nominalism (London: Bloomsbury Academic, 2017).
- Brassier, R. "Jameson on Making History Appear" in This is the Time. This is the Record of the Time (Beirut: American University of Beirut Press, 2017).
- Brassier, R. "Correlation, Speculation and the Modal Kant-Sellars Thesis" in The Legacy of Kant in Sellars and Meillassoux: Analytic and Continental Kantianism (Oxon: Routledge, 2017).
- Brassier, R. "Transcendental Realism" in The Kantian Catastrophe? Conversations on Finitude and the Limits of Philosophy (Newcastle: Bigg Books, 2017).
- Brassier, R. "Prometheanism and its Critics" in #Accelerate: The Accelerationist Reader (Falmouth & Berlin: Urbanomic & Merve Verlag, 2014).
- Brassier, R. "Nominalism, naturalism, and materialism: Sellars’s critical ontology" in Contemporary Philosophical Naturalism and its Implications (Oxon: Routledge, 2013).
- Brassier, R. "Laruelle and the reality of abstraction" in Laruelle and Non-Philosophy (Edinburgh: Edinburgh University Press, 2012).
- Brassier, R. "Concepts, objects, gems" in Theory after 'Theory' (New York: Routledge, 2011).
- Brassier, R. "Science" in Alain Badiou: Key Concepts (Oxon: Routledge, 2010).
- Brassier, R. and Robin, Mackay. "Nick Land: Fanged Noumena: Selected Writings 1987-2007" (Falmouth & New York: Urbanomic & Sequence Press, 2011).
- Brassier, R. "Concepts and Objects" in The Speculative Turn: Continental Realism and Materialism (Melbourne: Re-Press, 2011).
- Brassier, R. and Christian, Kerslake. "The Origins and Ends of the Mind: Philosophical Essays on Psychoanalysis" (Leuven University Press, 2007).
- Brassier, R. and Alberto, Toscano. "Aleatory Rationalism" in Alain Badiou: Theoretical Writings (New York: Continuum Press, 2004).
- Brassier, R. and Alberto, Toscano. "Alain Badiou: Theoretical Writings" (New York: Continuum Press, 2004).

### Artículos
- "Wandering Abstraction." Mute (2014)
- "Transcendental Logic and True Representings." Glass-bead (2016)
- "Dialectics Between Suspicion and Trust." Stasis (2017)

### Traducciones al español
- Brassier, R. (noviembre de 2016). Soy nihilista porque todavía creo en la verdad. Revista CIA, 174-186. (M. Rychter, Entrevistador, & C. Gusalino, Traductor) Argentina: Editorial CIA. https://issuu.com/revistacia/docs/cia-n___5
- Brassier, R. (2017). El prometeísmo y sus críticos. En A. Avanessian, & M. Reis (Edits.), Aceleracionismo: Estrategias para una transición hacia el postcapitalismo (M. Reis, Trad., Primera ed., págs. 201-220). Buenos Aires, Argentina: Caja Negra Editora.
- Brassier, R. (2017). Nihil Desencadenado: Ilustración y extinción. (F. Manjarrés, Ed., & B. G. Bercero, Trad.) Segovia, España: Materia Oscura.
- Brassier, R. (1 de abril de 2018). Desnivelación: contra las “ontologías planas”. Reflexiones Marginales. https://revista.reflexionesmarginales.com/desnivelacion-contra-las-ontologias-planas/

### Traducciones hechas por Brassier al inglés
- Alain Badiou, Saint Paul: The Foundation of Universalism, transl. by Ray Brassier (Stanford: Stanford University Press, 2003).
- Alain Badiou, Theoretical Writings, transl. by Ray Brassier & Alberto Toscano (New York: Continuum, 2004).
- Jean-Luc Nancy, "Philosophy without Conditions," transl. by Ray Brassier, collected in Think Again: Alain Badiou and the Future of Philosophy, ed. Peter Hallward (Great Britain: MPG Books, 2004).
- Quentin Meillassoux, After Finitude: An Essay on the Necessity of Contingency, transl. by Ray Brassier (New York: Continuum, 2008).